# PhotoScape
El PhotoScape és un simple i pràctic editor d'imatges gratuït, que permet reparar i millorar les fotografies que no van quedar del tot bé, perquè van sortir els ulls vermells, un mal enquadrament, falta de llum, etc.
El concepte bàsic del PhotoScape és: fàcil i divertit. Fàcil perquè disposa de les funcions senzilles i al mateix temps avançades i divertit, perquè el fet de la seva fàcil utilització fa que aficionats i professionals puguin emprar aquest programa.
Aquest programa incorpora totes les eines necessàries per a retocar i editar fotografies, igual que amb qualsevol altre programa de la mateixa categoria, però a diferència d'aquests, PhotoScape inclou altres funcions que permeten modificar la mida de la imatge, aclarir, ajustar el color, equilibrar el balanç de blancs, afegir text, entre moltes altres funcions.
El PhotoScape només és combatible amb els sistemes operatius de Microsoft Windows, amb els sistemes Apple Macintosh i Linux no està disponible. Els idiomes per defecte d'aquest programa són l'anglès i el coreà, amb paquets d'idiomes addicionals que es poden descarregar. El photoScape pot suportar imatges del formats següents: JPG, PNG, GIF, RAW i Windows Bitmap.

## Prestacions
El PhotoScape presenta una de les més completes i interessants biblioteques d'efectes de retoc. Aquestes són les principals.
- Visor: permet veure fotografies, organitzar-les i fer presentacions
- Editor: canviar de mida, ajust de color, brillantor, afegir afectes, escriure text...
- Editor de fotografies per lots: processament de fotos i canviar el nom de diverses fotografies al mateix temps
- Creador de pòster: permet combinar diverses fotos per muntar una sola fotografia
- GIF animat: ús de diverses fotografies per crear una foto final de dibuixos animats
- Imprimir: permet imprimir fotografies per al passaport, cartes de visites...
- Retallar: es poden tallar fotografies en diverses parts
- Captura de pantalla: desa la pantalla del monitor en un fitxer d'imatge
- Selector de color: selecciona el color des de la mateixa fotografia
- Convertidor d'imatges a JPG: es poden convertir imatges de format RAW a JPG
- Face search: cerca cares semblants a Internet.[2]

## Editar fotografies
Aquí hi ha diferents opcions de com editar una fotografia afegint-hi marcs, transformant-la en blanc i negre...

### Convertir una foto RAW a JPG
Per passar de RAW a JPG només hauràs d'escollir el fitxer que vols transformar i ajustar les opcions de qualitat segons les teves necessitats. Aquesta eina és ideal per generar fotografies i utilitzar-les en espais web, ja que aconseguiràs reduir la seva grandària considerablement. Així, els que visitin el teu portal no hauran d'esperar molt de temps la càrrega dels elements.

### Marcs
Els marcs serveixen per posar la vora que es desitja a la imatge.
Per realitzar aquesta acció s'han de seguir les instruccions següents:
- S'executa el programa PhotoScape
- S'obre la fotografia a la qual s'hi vol afegir el marc
- Es va a la finestra "Edició" i es clica a l'apartat "Sense marc" i s'elegeix la vora que s'ha d'agregar a la imatge

### Blanc i negre
Per passar una imatge de color a blanc i negre s'han de seguir les passes següents:
- S'executa el PhotoScape i es va al menú "Editar"
- Es puja la imatge a la qual es vol canviar la tonificació
- Es clica a la finestra "Brillantor i Color" i es selecciona "Escala de grisos"
- Si es vol que les parts fosques quedin amb més contrast es torna a dirigir a la finestra "Brillantor i Color" i es selecciona "Millorar contrast"

### Contrast automàtic
Per afegir lluminositat a la imatge de manera automàtica s'ha de fer el següent:
- S'obre el programa Photoscape
- Una vegada obert cal obrir una imatge des d'un fitxer
- Es clica a la pestanya anomenada "Edició"
- Una vegada s'hagi obert la finestra, es clica al requadre on hi ha "Autocontrast" entre una de les moltes opcions

### Text + ítem (element)
Serveix per afegir-li textos, icones, dibuixos, etc., a la imatge.
- S'obre el Photoscape
- Es cerca la icona Editor
- Es cerca la imatge i desitjada i s'importa a la pantalla principal
- A la barra d'eines (part inferior), cerques el botó "Objecte"
- A aquesta finestra s'elegeix la icona representada amb una T (text) i se selecciona
- Apareixerà una finestra per escriure el text i per descomptat l'acomodaràs a la imatge. Es pot canviar el tipus de font, color i mida.[4]

### GIF's animats
- S'obre el Photoscape
- Es tria la figura que vols animar i la converteixes en GIF.
- Es realitzen els canvis que es volen, es guarden cadascuna de les figures en el mateix format.
- Quan s'hagin finalitzat tots els fotogrames, es dirigeix a la secció GIF Animat per crear GIF animats en PhotoScape, i s'arrosseguen cada d'una de les imatges a la línia de temps.
- Finalment, es prem el botó "Desa", situat a la part superior dreta de la secció per exportar l'animació com un fitxer d'imatge.

Aquestes són diverses opcions, entre totes les que presenta PhotoScape de com editar una imatge.

## Crítiques
PhotoScape és un programa que ha rebut molt bones crítiques, principalment per la seva fàcil utilització. La majoria d'usuaris d'aquest programa també destaquen la seva gran quantitat d'eines de retoc i filtres que presenta. El fet que sigui gratuït i que sigui un programa amb tan bones crítiques, la nota mitjana de la qualificació dels usuaris s'aproxima al 9, ha fet que s'hagi convertit en un dels programes més descarregats tant en àmbit nacional i mundial.
Però el PhotoScape també ha rebut crítiques per la seva poca compatibilitat amb els sistemes operatius, ja que només és combatible amb Windows.